# L'onorata famiglia - Uccidere è cosa nostra
L'onorata famiglia - Uccidere è cosa nostra è un film del 1973 diretto da Tonino Ricci.

## Trama
Due boss mafiosi, Don Antonio Marchesi e Don Peppino Scalise, si contendono il campo della speculazione edilizia a Palermo. Il contrasto si conclude con la vittoria di Scalise, che fa uccidere il rivale. Al delitto, compiuto da due sicari di Don Peppino - Johnny De Salvo e Turi Nannisco - assiste il capomastro Orlando Federici, al servizio del boss Marchesi, assassinato anche lui qualche tempo dopo.
Incaricato delle indagini, il commissario La Manna tenta di indurre la vedova di Federici a testimoniare contro Don Scalise. Vi riesce soltanto quando i sicari del boss uccidono, mirando a lei, il suo figlioletto. Il processo, però, si conclude con l'assoluzione del mafioso e dei suoi sicari.
Deciso a non arrendersi, La Manna entra in contatto con un pregiudicato che, volendo vendicarsi di Don Peppino, promette al commissario, in cambio di un passaporto falso, importanti rivelazioni a carico del boss. L'uomo, però, viene ucciso prima di aver potuto mantenere la promessa. Il commissario, scampato a un attentato di Johnny e Turi, che vengono invece uccisi riuscirà finalmente, grazie a importanti documenti scovati in una cassetta di sicurezza del defunto Marchesi, ad arrestare don Scalise.
Mentre si appresta a salire su una camionetta della Polizia, però, il boss viene ucciso da un ignoto killer della mafia.